# Könghausen

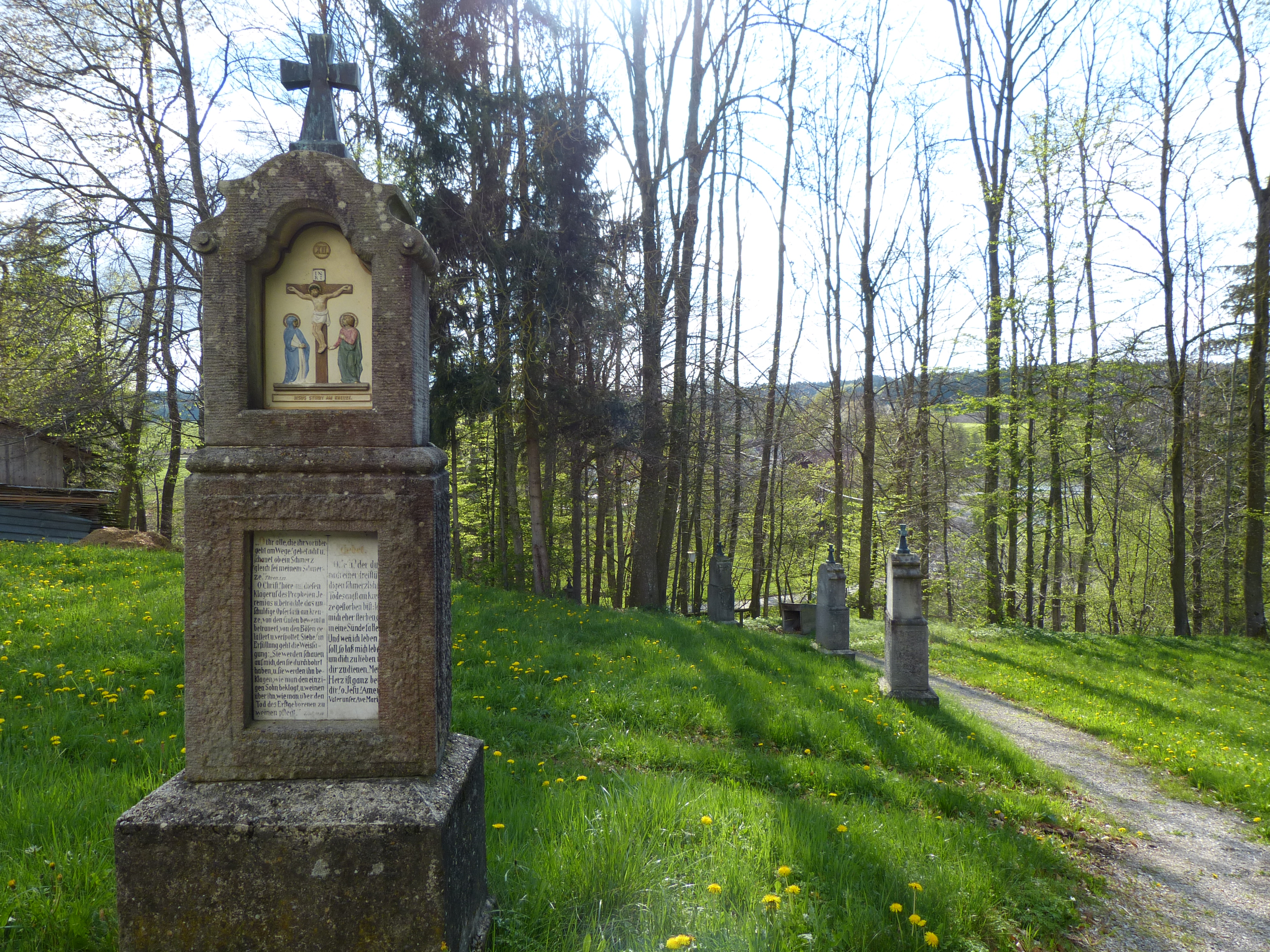
Kreuzweg

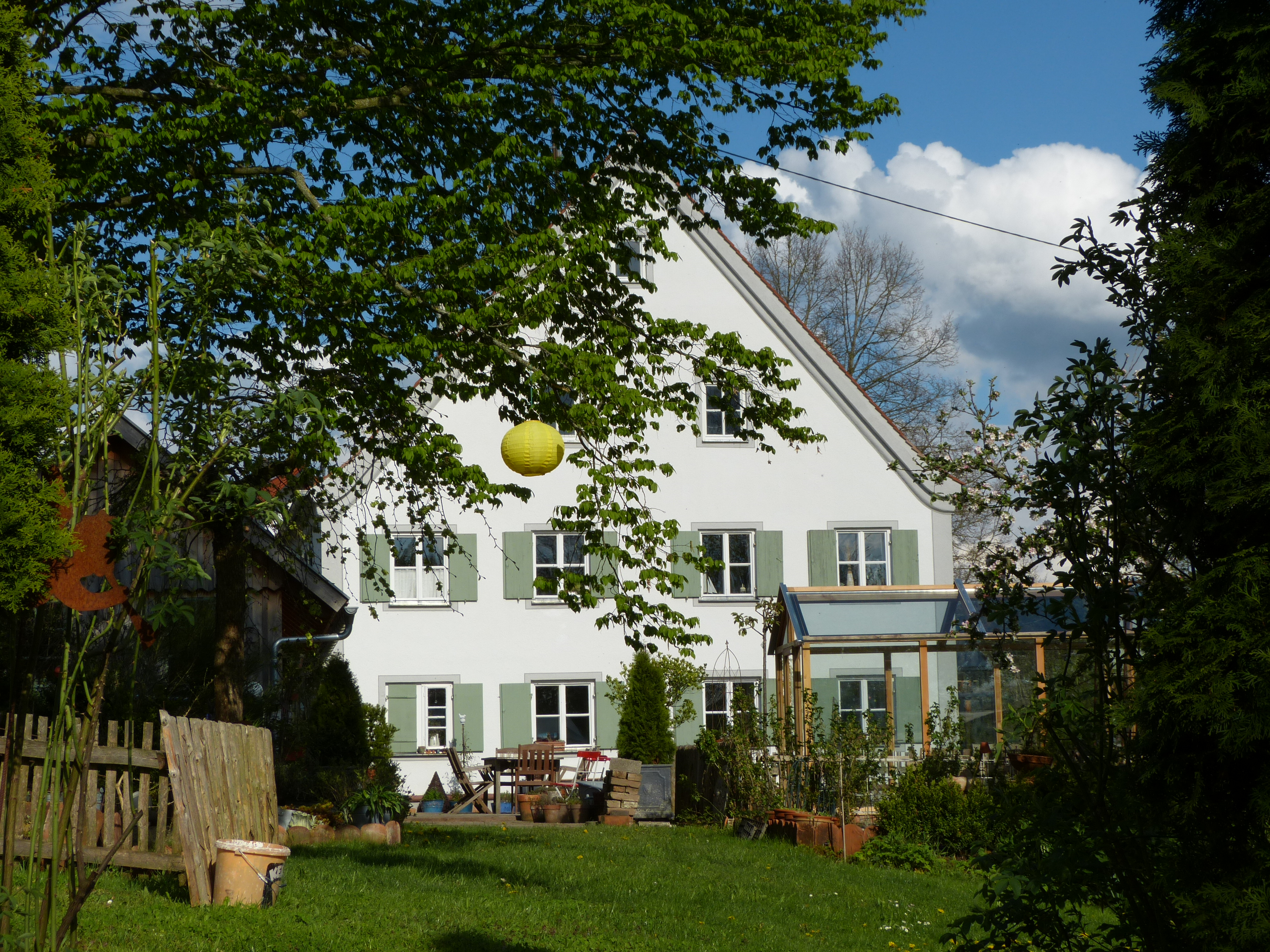
Denkmalgeschütztes Pfarrhaus

Könghausen ist ein Ortsteil der schwäbischen Gemeinde Eppishausen im Landkreis Unterallgäu.

## Geografie
Das Pfarrdorf Könghausen liegt vier Kilometer nordöstlich des Hauptortes Eppishausen, mit dem es durch die Kreisstraße MN 3 verbunden ist. Durch den Ort führt die Staatsstraße 2027, die nach Obergessertshausen im Norden und Mittelneufnach im Südosten führt. Ferner beginnt in der Dorfmitte die Kreisstraße MN 23, die nach Immelstetten und Markt Wald im Süden führt.

## Geschichte
Der Ortsname hat sich seit den ersten geschichtlichen Überlieferungen oftmals verändert. Die Erstnennung war Ende des 11. Jahrhunderts als „in Kenginshuosin“.

## Baudenkmale
Sechs Objekte des Dorfes sind in die amtliche Denkmalliste eingetragen:
- Katholische Pfarrkirche St. Johannes Baptista, Saalbau wohl Anfang 16. Jahrhundert, Turm 1711, Barockisierung 1728/30,
- Lourdesgrotte, wohl aus dem 19. Jahrhundert, an der Schulstraße,
- Kreuzweg mit 14 Stationen von 1889, beginnend bei der Lourdesgrotte,
- Pfarrhaus, zweigeschossiger Satteldachbau von 1722, 1965 erneuert,
- Marienklause, erbaut um 1890, am Westrand des Pfarrgartens,
- Gasthaus, 1. Hälfte 18. Jahrhundert, zweigeschossiger Satteldachbau mit geschweiftem Giebel.

Siehe auch: Liste der Baudenkmäler in Könghausen.

## Eingemeindung
Zur ehemals selbstständigen Gemeinde Könghausen gehörten die Ortsteile Aufhof, Ellenried, Klenkerhof, Lutzenberg und Weißenhof. Die gesamte Gemeinde wurde im Zuge der Gebietsreform in Bayern 1972 in die Gemeinde Eppishausen eingegliedert.